# Туризм в Канаде

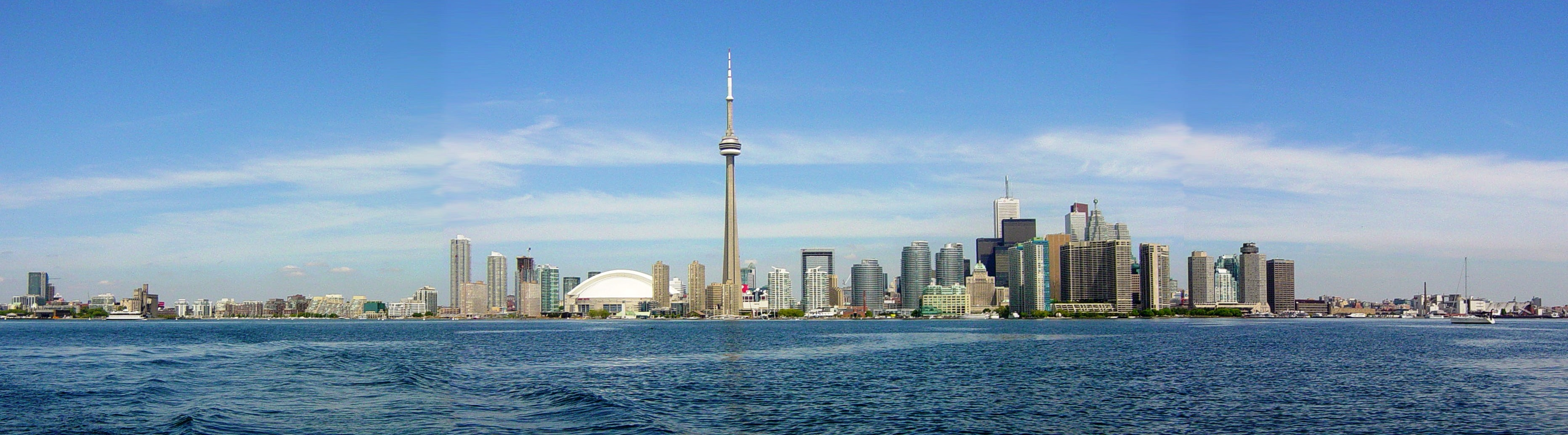
Торонто

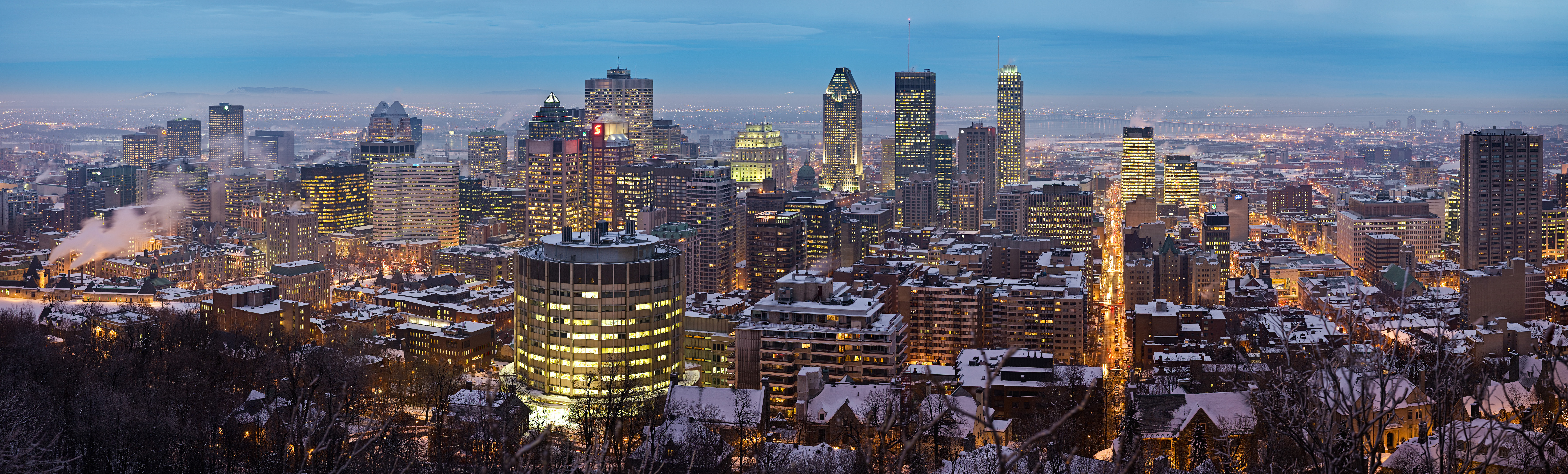
Монреаль

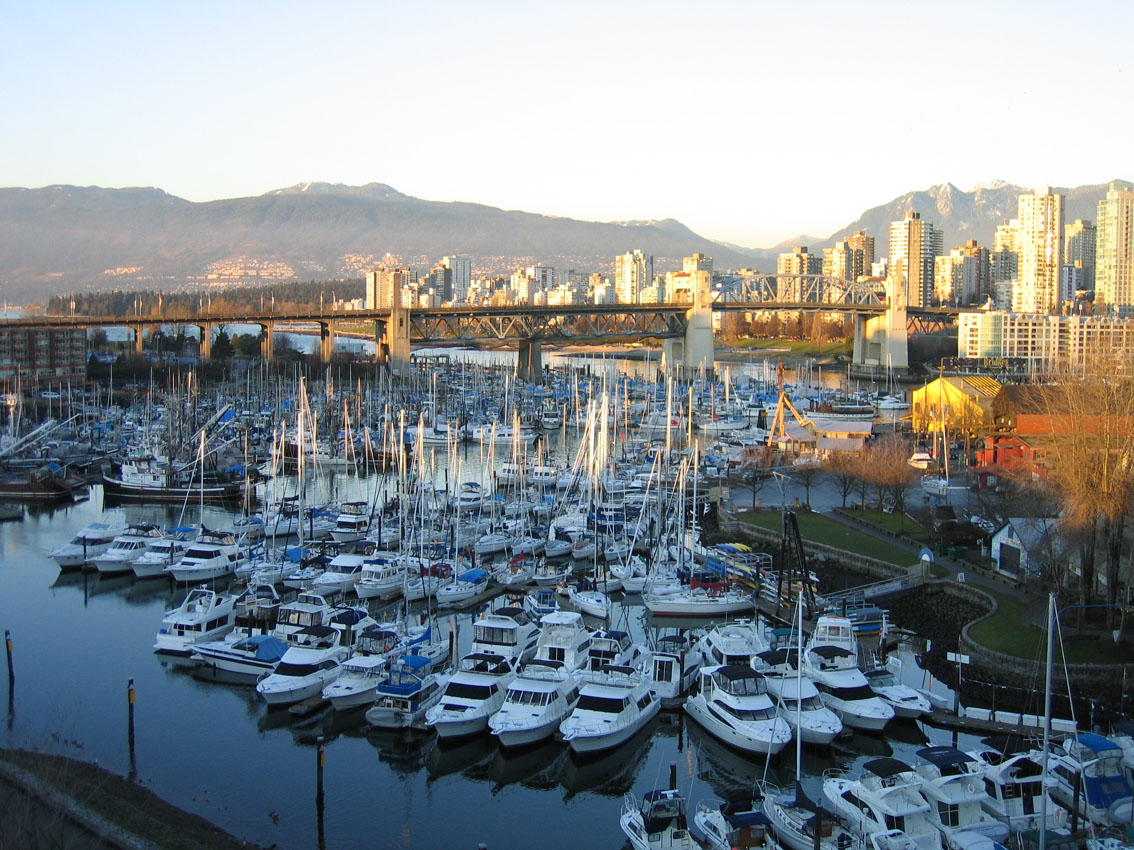
Ванкувер

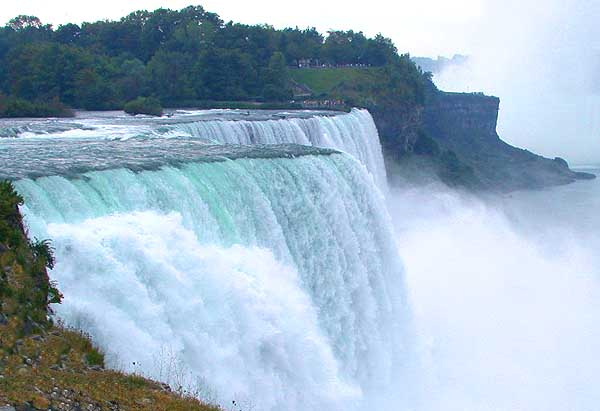
Ниагарский водопад

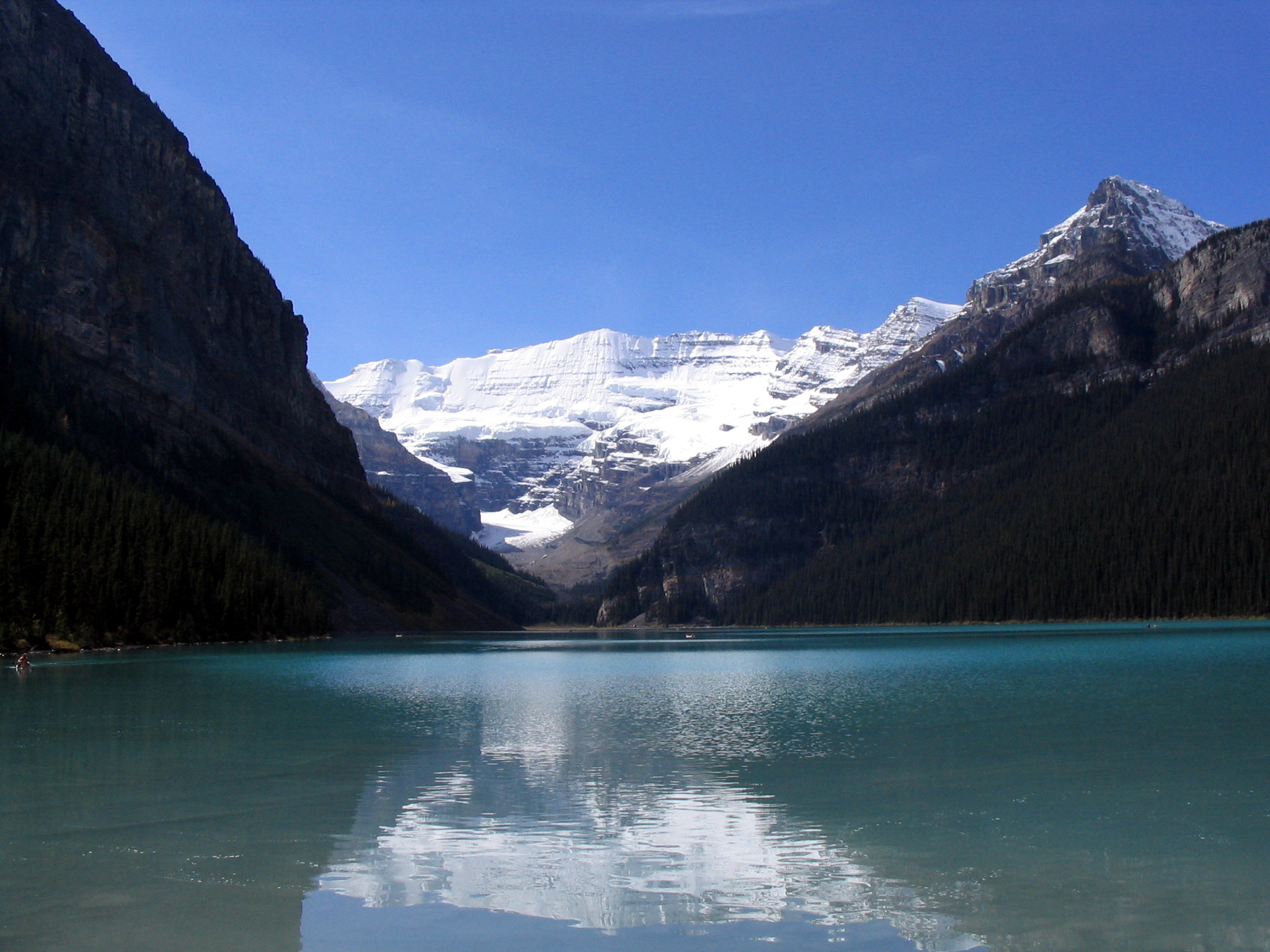
Озеро Луиз

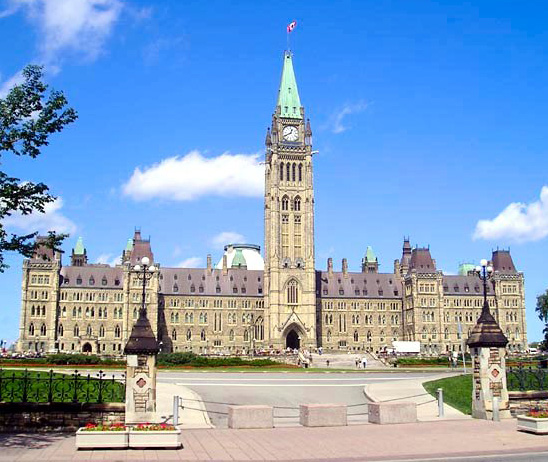
Парламент Канады в Оттаве

Будучи второй по площади страной в мире, Канада является привлекательным туристическим направлением. Основные туристические направления – Монреаль, Торонто, Квебек, город Ванкувер и одноименный остров, Уистлер, Ниагарский водопад, Канадские Скалистые горы, долина Оканаган, Черчилл, Манитоба и Национальный столичный регион (Оттава и Гатино). Помимо городских достопримечательностей и культурных событий туристов привлекают природные и исторические парки. 
В 2024 году Канаду посетили более 34 млн зарубежных туристов, из которых примерно 23 млн составили жители США. Выручка от туризма в 2023 году составила около 27 млрд долларов. Доля внутреннего и международного туризма в Канаде достигает 1% ВВП, отрасль создает 690 тысяч рабочих мест в стране.

## Страны, откуда чаще всего приезжают туристы
1. Великобритания (78%)
2. США (3%)
3. Франция (2%)
4. Мексика (2%)
5. Индия (1,5%)[4]

## Популярные направления туризма для жителей Канады
1. США (70%)
2. Мексика (5%)
3. Франция (2%)
4. Доминиканская республика (2%)
5. Великобритания (1,5%)[4]

## Основные достопримечательности

### Объекты всемирного наследия ЮНЕСКО
В Канаде находятся 22 объекта всемирного наследия ЮНЕСКО. 10 из них включены в список культурного наследия Канады, 11 – в список национального наследия Канады, один объект входит сразу в несколько категорий.

### Провинции с востока на запад и их столицы
- Ньюфаундленд и Лабрадор: Сент-Джонс
- Остров Принца Эдуарда: Шарлоттаун
- Новая Шотландия: Галифакс
- Нью-Брансуик: Фредериктон
- Квебек: Квебек
- Онтарио: Торонто
- Манитоба: Виннипег
- Саскачеван: Реджайна
- Альберта: Эдмонтон
- Британская Колумбия: Виктория

### Территории с востока на запад и их столицы
- Нунавут: Икалуит
- Северо-Западные территории: Йеллоунайф
- Юкон: Уайтхорс